# Haute École des arts du Rhin
La Haute École des arts du Rhin (HEAR) est un établissement public de coopération culturelle regroupant l'École supérieure des arts décoratifs de Strasbourg, l'École supérieure d'art de Mulhouse et l'Académie supérieure de musique de Strasbourg situé à Strasbourg et Mulhouse.

## Historique
La Haute École des arts du Rhin est fondée le 1er janvier 2011 par les représentants de l'État, de la communauté urbaine de Strasbourg et des villes de Mulhouse et Strasbourg dans le cadre du processus de Bologne. Initialement installée à la Cité de la musique et de la danse et dénommée « Pôle Alsace d'enseignement supérieur des arts », son siège est finalement transféré dans les locaux de l'ESAD.
En 2014, Souad El Maysour, adjointe au maire de Strasbourg, chargée de la culture et lecture publique, a été élue présidente de la Haute École des arts du Rhin.

## Galerie

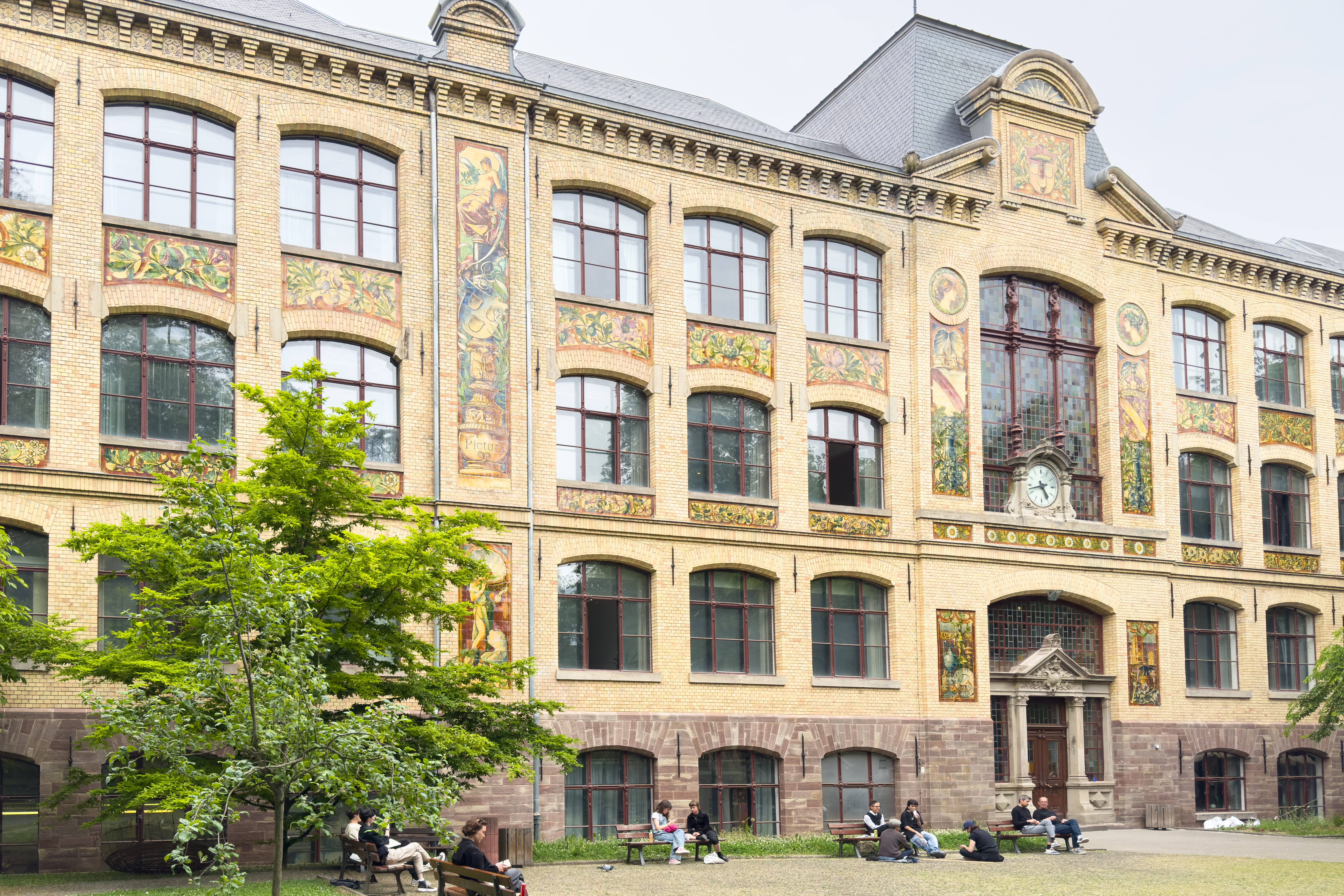
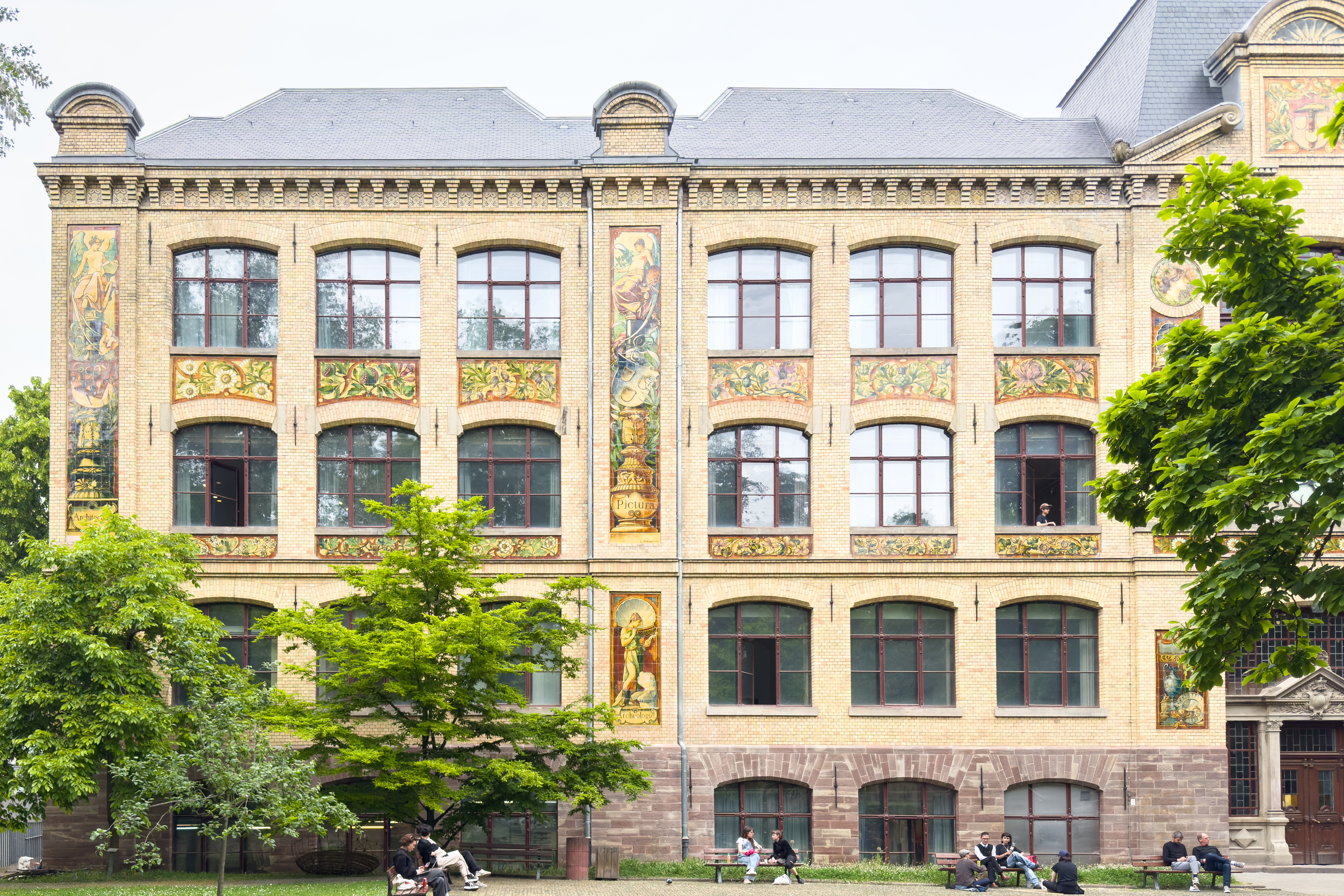
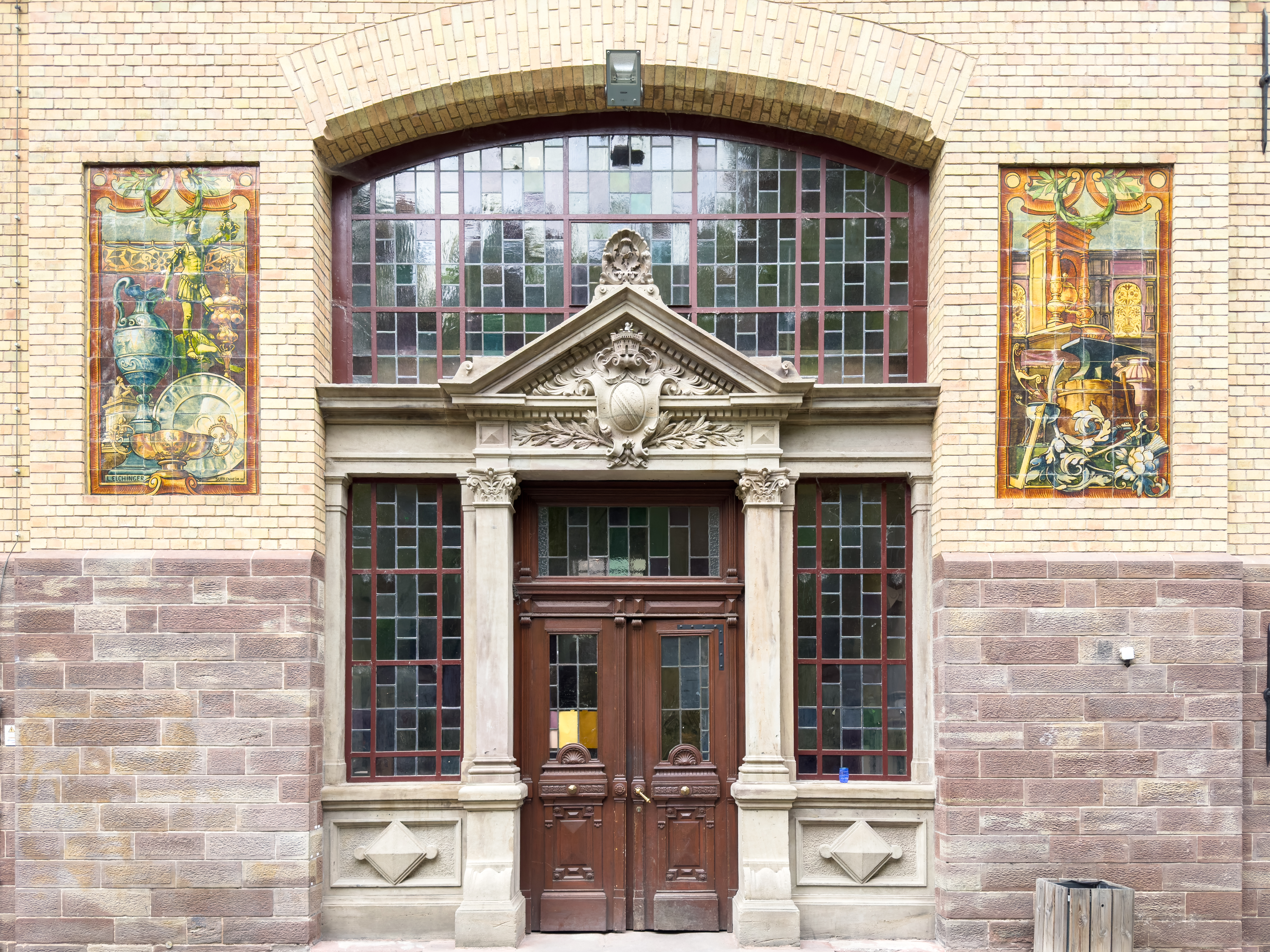
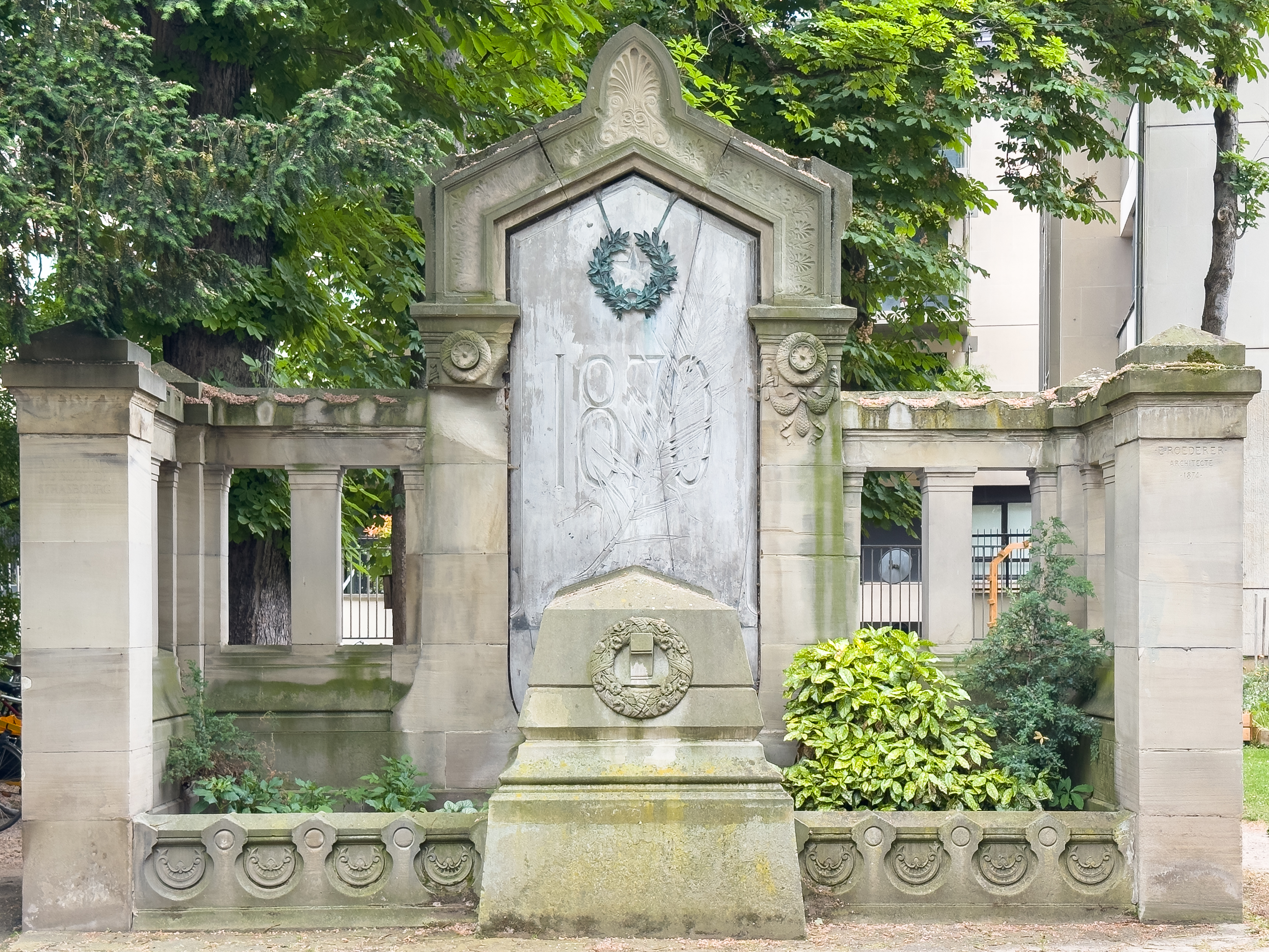